# Isabel Benjumea
Isabel Benjumea Benjumea (Madrid, 5 settembre 1982) è un'imprenditrice e politica spagnola, membro di Partito Popolare e europarlamentare dal 2019.

## Biografia
Nata il 5 settembre 1982 a Madrid, si è laureata in giurisprudenza e relazioni internazionali presso l'Universidad Pontificia Comillas (ICADE).
Ha trascorso i suoi primi anni di carriera professionale a Washington DC, dove ha lavorato presso la Banca mondiale attuando programmi di trasparenza e responsabilità per i governi locali in America Latina. Successivamente, è stata membro del dipartimento delle relazioni internazionali della fondazione FAES. Nel 2011 ha deciso di avviare il suo primo progetto commerciale nel settore turistico, Greatness, che ha guidato fino al 2017. Nel 2018 è entrata a far parte della società di consulenza strategica IANUS Group come partner. Attualmente insegna imprenditoria all'Università Francisco Marroquín di Madrid.
Benjumea, membro del Partito Popolare (PP), è entrata a far parte del gabinetto del presidente Pablo Casado nel 2019 come vice capo. Da luglio 2019 è deputata al Parlamento europeo dopo essere stata inserita come candidata nel numero 10 dell'elenco del Partito Popolare per le elezioni al Parlamento europeo del maggio 2019 in Spagna. È vicepresidente della commissione per lo sviluppo regionale, membro della commissione per i problemi economici e monetari e della delegazione presso il comitato parlamentare di associazione UE-Ucraina e della delegazione presso l'Assemblea parlamentare Euronest.
Isabel Benjumea è promotrice e direttrice del think-tank liberale-conservatore noto come Red Floridablanca, che era molto critico nei confronti della linea politica del PP tracciata da Mariano Rajoy.